# Rębowo (województwo lubuskie)
Rębowo – osada leśna w Polsce, położona w województwie lubuskim, w powiecie gorzowskim, w gminie Kłodawa.
W latach 1975–1998 miejscowość administracyjnie należała do województwa gorzowskiego.